# Книга шляхів і країн
Книга шляхів і країн (كتاب المسالك والممالك «Кітаб ал-масалік ва-л-мамалік») — найбільш ранній зі збережених до наших днів арабських географічних трактатів, складений в IX ст. начальником пошт північної Персії ібн Хордадбехом.

## Історія
На думку більшості дослідників, праця створювалася у два етапи: перший варіант був закінчений в 846/847 р., а другий, доповнений, — не пізніше 885/886 р. Даної точки зору дотримувалися М. О. Медніков (1855—1918), М. О. Караулов (1876—1937), В. Г. Василівський (1838—1899), І. Ю. Крачковський (1883—1951), а також Ріхард Хенніг. Відповідно до іншої точки зору, існувала тільки одна — остання — редакція. Вказану точку зору відстоював П. Г. Булгаков (1927—1993). Збережений текст відомий за трьома рукописами і являє собою скорочений варіант твору.
Твір призначався якомусь члену аббасидської династії — ймовірно, спадкоємцю. На його прохання Ібн Хордадбех переклав арабською книгу Птолемея, а до неї як доповнення доклав власний путівник. Книга є коротким описом країн із зазначенням областей, доріг, торгових шляхів, відстаней між пунктами і сум зібраних податків. Залюднений світ поділяється відповідно до античної традиції на чотири частини: Аруфі (Європу), Лубію (Лівію), Атіуфію (Ефіопію) і Аскутію (Скіфію). Охоплено велику частину ойкумени від Іспанії до Китаю та Індії. Центральну увагу приділено Халіфату, є також у докладному опису Візантії, спираючись на військову інформацію. Зустрічаються популярні в арабській літературі цікаві розповіді про дивинки.
Щодо Східної Європи наводиться спорадична інформація. Чорне море у творі називається Хазарським, Каспійське море — Джурджанським. Наведено цікаву розповідь про арабську експедицію до легендарного муру, що замикає народи Гога і Магога. Експедиція стартувала з Багдада, дійшла через Кавказ до Хазарії і звідти пішла кудись в Азію, можливо, досягнувши Великого китайського муру.
Особливу цінність мають найранніші в арабській географії згадки про слов'ян і русів. Посеред розповіді про маршрути єврейських купців раданітів, які з Європи доходили до Китаю, вставлено опис Волзького торгового шляху. Він починався від північних областей слов'ян, йшов Чорним морем через володіння Візантії, потім по Дону і Волзі до хазарського міста Хамлідж біля Каспійського моря, а звідти до Джурджану і потім суходолом на верблюдах до Багдаду. Руси використовували слов'ян як перекладачів і видавали себе за християн, щоб платити менші податки. Деякі дослідники використовують твір Ібн Хордадбеха для вивчення правового статусу купців русів за кордоном (І. В. Петров). Крім того Ібн Хордадбех повідомляє, що руси є різновидом слов'ян:
Що стосується русів, а вони — вид слов'ян, то вони везуть хутра бобра, хутра чорних лисиць і мечі з віддалених [земель] слов'ян до Румійського моря, і бере з них десятину володар Руму. А то йдуть по [Танісу], річці слов'ян, входять у Хамлідж, місто хазар, і бере з них десятину їхній володар. Потім вирушають до моря Джурджана і виходять на якомусь облюбованому його березі, а навколо цього моря — 500 фарсахів. Іноді везуть свої товари з Джурджана на верблюдах до Багдада, і перекладають їм слов'янські слуги, і кажуть вони, що вони християни і платять джизью
Праця Ібн Хордадбеха користувалася великою популярністю. Практично всі наступні географи посилалися на неї. Навіть ті, хто критикував вченого за надто велику стислість, визнавали цінність і достовірність зібраних відомостей. Найбільш близькі до нього твори авторів Х ст. Ібн аль-Факіх та Кудами ібн Джафара.

## Видання
- Ибн Хордадбех. Книга путей и стран / Пер. с арабского, коммент., исслед., указатели и карты Наили Мамедали кызы Велихановой (Велиханлы). — Баку, Элм, 1986. — 428 с. — (Сер. Источники по истории Азербайджана). — (Перевод выполнен на основе лейденского издания 1889 г.).